# Randy Williams
Randel Luvelle "Randy" Williams (23. srpna 1953, Fresno) je bývalý americký atlet, olympijský vítěz ve skoku do dálky.
Ve věku 19 let se stal nejmladším olympijským vítězem ve skoku do dálky. V kvalifikaci dálkařů na olympiádě v Mnichově v roce 1972 skočil 834 cm (byl to nejlepší výkon tohoto roku a zároveň světový juniorský rekord, který vydržel až do roku 2012), ve finále zvítězil výkonem 824 cm. Na olympiádě v Montrealu o čtyři roky později získal stříbrnou medaili za výkon 811 cm.